# ویوا! (سازمان)
ویوا! یک گروه حقوق جانوران بریتانیایی است که بر ترویج وگانیسم تمرکز دارد. توسط جولیت گلاتلی در سال ۱۹۹۴ بنیان‌گذاری شد. ویوا! تحقیقات پنهانی را برای افشای سوء استفاده از جانوران پرورشی در کارخانه انجام می‌دهد و اطلاعاتی دربارهٔ شیوه گیاه‌خواری از جمله دستور العمل‌ها و راهنمای خرید تهیه می‌کند. این یک مؤسسه خیریه ثبت شده‌است.